# Bożena Krzyżanowska
Bożena Barbara Krzyżanowska-Marcinkowska (ur. 6 września 1957 w Krakowie, zm. 11 sierpnia 2019 we Wrocławiu) – polska aktorka teatralna i filmowa, piosenkarka. Znana szczególnie z tytułowej roli Édith Piaf w spektaklu Piaf granym we Wrocławskim Teatrze Współczesnym. W 1989 zdobyła Grand Prix na wrocławskim X Przeglądzie Piosenki Aktorskiej.

## Życiorys
Urodziła się i wychowała w Krakowie, gdzie w 1976 ukończyła VIII Liceum Ogólnokształcące im. Stanisława Wyspiańskiego. Studiowała na Wydziale Aktorskim w krakowskiej PWST. Na drugim roku studiów zadebiutowała na scenie Starego Teatru w zastępstwie za Monikę Niemczyk w roli Misi Chomińskiej w widowisku Joanny Olczak-Ronikier Z biegiem lat, z biegiem dni… (1978) w reżyserii Andrzeja Wajdy. W 1980 obroniła dyplom aktorski dzięki podwójnej roli Bianki i Wdowy w komedii Shakespeare’a Poskromienie złośnicy w reż. Anny Polony z Krzysztofem Globiszem, Krzysztofem Pieczyńskim i Anną Chitro. Jeszcze podczas studiów wystąpiła jako Nela w przedstawieniu Aleksieja Arbuzowa Okrutne zabawy w Teatrze Dramatycznym w Gdyni.
W latach 1980–1985 związana była zawodowo z Teatrem Ludowym, gdzie grała Basię w Krakowiakach i góralach (1981) Wojciecha Bogusławskiego w reż. Henryka Giżyckiego, Orsettę w Awanturze w Chioggi (1981) Carla Goldoniego w reż. Macieja Wojtyszki, Judytę w Księdzu Marku (1981) Juliusza Słowackiego, narzeczoną w Krwawych godach  (1984) Federica Garcíi Lorci, Laurę w Kordianie (1984) Słowackiego.
W psychologicznym filmie kostiumowym Macieja Wojtyszki Ognisty anioł (1985) z Jerzym Radziwiłowiczem wystąpiła jako Renata, która od dzieciństwa widzi wokół siebie ognistego anioła, którego nazwywa Madielem. Izabella Cywińska przyjęła ją do Teatru Nowego w Poznaniu, gdzie pracowała w latach 1985–1989, podróżowała po Europie z widowiskiem Janusza Wiśniewskiego Modlitwa chorego przed nocą (1987), gdzie grała postać Konia.
W 1989 zdobyła Nagrodę Główną na X Przeglądzie Piosenki Aktorskiej we Wrocławiu. Krzysztof Jasiński zaangażował ją do roli Kordulli w musicalu Janusza Grzywacza Pan Twardowski z Andrzejem Zauchą, prapremiera odbyła się 5 lutego 1990 w Krakowskim Teatrze STU. W 1991 w teatrze Schauspiel w Bonn w przedstawieniu Janusza Wiśniewskiego Ankunft Quai 4 śpiewała niemiecką wersję piosenki Agnieszki Osieckiej. W 1992 otrzymała Medal Młodej Sztuki w Poznaniu. W 1994 Jan Szurmiej obsadził ją w roli Emilii w Sztukmistrzu z Lublina noblisty Isaaca Bashevisa Singera w Teatrze Muzycznym „Roma”.
W 1993 w Operetce Warszawskiej zagrała tytułową rolę francuskiej gwiazdy piosenki Édith Piaf w musicalu Pam Gems Piaf w reż. Jana Szurmieja. Rok później (1994) inscenizacja został przeniesiony na scenę Wrocławskiego Teatru Współczesnego, z którym była związana w latach 1997–2002.
W niemieckim miniserialu przygodowo-komediowym fantasy ZDF Stella Stellaris (1994) z Alexandrą Marią Larą, Karlem Michaelem Voglerem i Karoliną Rosińską pojawiła się jako Rosanna von Fall, matka dziecięcych bohaterów.
Występowała w widowisku poświęconym Agnieszce Osieckiej – pt. Piosenki Osieckiej (2003) w reż. Jana Szurmieja w jednej z głównych ról jako Stara A. w Teatrze im. Norwida w Jeleniej Górze, Operze za 3 grosze (2004) Bertolta Brechta w reż. Laca Adamíka jako zdeklasowana arystokratka Pani Celia Peachum w Teatrze Syrena oraz spektaklu muzycznym Pamięci Edith Piaf z akordeonistą Wiesławem Prządką.
Na małym ekranie można ją było dostrzec w serialach: Przyłbice i kaptury (1985), M jak miłość (2005), Na dobre i na złe (2006), Bezmiar sprawiedliwości (2006) i Hotel 52 (2010).
Została pochowana na cmentarzu Rakowickim w Krakowie.

## Filmografia
- 1981: 07 zgłoś się − Maria Jagodzińska
- 1983: Thais − Drosea
- 1985: Przyłbice i kaptury − Zyta, siostra Huberta „Czarnego”
- 1985: Ognisty anioł − Renata
- 1989: Modrzejewska (odc. 3)
- 1989: Goryl, czyli ostatnie zadanie... − żona Leona
- 1994: Stella Stellaris
- 2002–2010: Samo życie − dyrektor Liceum Ogólnokształcącego w Warszawie
- 2005: M jak miłość − Alina, urzędniczka Urzędu Stanu Cywilnego, znajoma Marty (odc. 352)
- 2006: Na dobre i na złe − matka Eli (odc. 251)
- 2006: Bezmiar sprawiedliwości − psycholog (odc. 2 i 4)
- 2010: Hotel 52 − Alicja Mrugała, żona Wiktora (odc. 26)